# 愛を語るより口づけをかわそう
「愛を語るより口づけをかわそう」（あいをかたるよりくちづけをかわそう）は、WANDSの5枚目のシングル。1993年（平成5年）リリース。

## 概要
同時発売のアルバム『時の扉』と共に1位を獲得したシングル。
本作以降、第2期WANDSのシングルのジャケット写真は横位置となっている。
1995年に行われたライヴツアーでは、木村真也のキーボードソロから続けて演奏された。
ミュージックビデオはレコーディングスタジオで作業中のメンバー、スタッフを映したショートサイズのものが存在する。同ビデオにはカップリングの『…でも 君を はなさない』の検討中の歌詞の写しが登場している。

## 記録
WANDSでは唯一、オリコン4週連続1位を獲得したシングル。本作までWANDSのシングルは3作連続のミリオンセラーとなり、中山美穂のコラボレートシングル「世界中の誰よりきっと」を含むと、4作連続でミリオンセラーを達成した。

## 収録曲
| 全作詞: 上杉昇。 |                                                        |           |           |            |      |
| #                | タイトル                                               | 作詞      | 作曲      | 編曲       | 時間 |
| 1.               | 「愛を語るより口づけをかわそう」                       | 上杉昇    | 織田哲郎  | 明石昌夫   | 4:30 |
| 2.               | 「…でも 君を はなさない」                              | 上杉昇    | 柴崎浩    | 葉山たけし | 5:00 |
| 3.               | 「愛を語るより口づけをかわそう」(オリジナル・カラオケ) | 上杉昇    |           |            | 4:30 |
| 合計時間:        | 合計時間:                                              | 合計時間: | 合計時間: | 14:00      |      |

## 楽曲解説
1. 愛を語るより口づけをかわそう
  - ブティックJOY CMソング。
  - CMでオンエアされていたバージョンはコーラスがない。
  - 2020年に発売されたWANDSとして17枚目のシングルである「抱き寄せ 高まる 君の体温と共に」の通常盤のカップリングに、第5期メンバーでリメイクした「愛を語るより口づけをかわそう ～WANDS 第5期 ver.～」が収録された[1]。
  - 2023年5月26日放送のテレビ朝日系『ミュージックステーション』に出演し、第5期メンバーによって披露された[2]。
2. …でも 君を はなさない

## 収録アルバム
- Little Bit… (#1)
- SINGLES COLLECTION+6 (#1)
- WANDS BEST 〜HISTORICAL BEST ALBUM〜 (#1、リミックスバージョン)
- BEST OF WANDS HISTORY (#1)
- complete of WANDS at the BEING studio (#1)
- BEST OF BEST 1000 WANDS (#1)
- WANDS BEST HITS (#1)
- COUNTDOWN BEING (#1)
- FUN Greatest Hits of 90's (#1)

## カバー
| 曲名                         | アーティスト      | 収録作品     | 発売日         | 備考           |
| ---------------------------- | ----------------- | ------------ | -------------- | -------------- |
| 愛を語るより口づけをかわそう | 織田哲郎          | 『Songs』    | 1993年12月23日 | セルフカバー。 |
| 愛を語るより口づけをかわそう | Acid Black Cherry | 「ピストル」 | 2011年9月21日  |                |